# Muscona
La muscona o (R)-3-metilciclopentadecanona és un compost orgànic, responsable de l'olor del mesc.

## Química
L'estructura química de la muscona va ser elucidada per primer cop per Lavoslav Ružička. Consisteix en un cetona cíclica de 15 carbonis amb un metil a la posicó 3. És un líquid oliós que es troba de manera natural com a (−)-enantiòmer, la (R)-3-metilciclopentadecanona. És lleugerament soluble en aigua i miscible en alcohol.

## Obtenció
La muscona natural s'obté del mesc, una secreció glandular del cérvol mesquer que ha estat utilitzada en perfumeria i medicina durant milers d'anys. Ja que l'obtenció de mesc natural comporta matar un animal en perill d'extinció, gairebé tota la muscona emprada actualment en perfumeria és d'origen sintètic.

### Síntesi
Una síntesi asimètrica de la (−)-muscona té com a punt de partida el (+)-citronel·lal, disponible comercialment. La formació de l'estructura cíclica de 15 membres s'obté per mitjà d'un tancament d'anell per metàtesi:
Una síntesi enantioselectiva més recent implica una reacció d'addició/deshidratació aldòlica intramolecular d'una dicetona macrocíclica.